# Ischyra frutetorum
Ischyra frutetorum är en insektsart som beskrevs av Henri Saussure och Francois Jules Pictet de la Rive 1898. Ischyra frutetorum ingår i släktet Ischyra och familjen vårtbitare. Inga underarter finns listade i Catalogue of Life.